# 奥热讷-康普托尔
奥热讷-康普托尔（法語：Ogenne-Camptort，法語發音：[ɔʒɛn kɑ̃ptɔʁ]）是法国大西洋比利牛斯省的一个市镇，属于奥洛龙-圣玛丽区。该市镇于1841年由原市镇奥热讷（Ogenne）和康普托尔（Camptort）合并而成。

## 地理
奥热讷-康普托尔（43°18'44"N, 0°42'9"W）面积11.81 平方千米，位于法国新阿基坦大区大西洋比利牛斯省，该省份为法国东南部省份，涵盖了贝阿恩与北巴斯克，西临大西洋比斯開灣，北至朗德省，东北接热尔省，东临上比利牛斯省，南与西班牙接壤。
与奥热讷-康普托尔接壤的市镇（或旧市镇、城区）包括：多尼昂、雅斯、莱-拉米杜、吕克德贝阿恩、纳瓦朗克斯、维耶勒塞居尔。
奥热讷-康普托尔的时区为UTC+01:00、UTC+02:00（夏令时）。

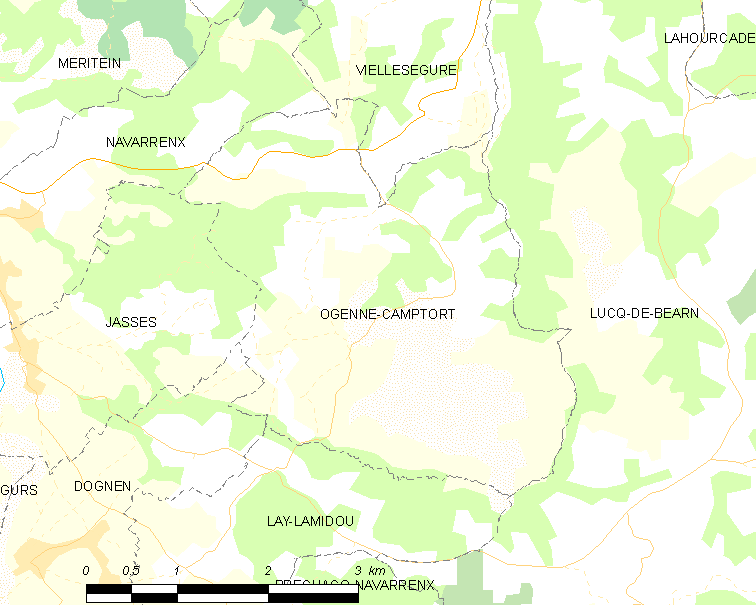
奥热讷-康普托尔的OSM定位图

## 行政
奥热讷-康普托尔的邮政编码为64190，INSEE市镇编码为64420。

## 政治
奥热讷-康普托尔所属的省级选区为贝阿恩中心县。

## 人口

1962-2008年间奥热讷-康普托尔人口变化图示

奥热讷-康普托尔于2022年1月1日时的人口数量为242人。